# Linxin (sockenhuvudort i Kina, Qinghai Sheng, lat 33,60, long 96,06)
Linxin (kinesiska: 立新, 立新乡, 永科达) är en sockenhuvudort i Kina. Den ligger i provinsen Qinghai, i den nordvästra delen av landet, omkring 620 kilometer sydväst om provinshuvudstaden Xining. Antalet invånare är 1 864. Befolkningen består av 924 kvinnor och 940 män. Barn under 15 år utgör 34 %, vuxna 15-64 år 61 %, och äldre över 65 år 4,0 %.
Runt Linxin är det mycket glesbefolkat, med 6 invånare per kvadratkilometer. Det finns inga andra samhällen i närheten. Trakten runt Linxin består i huvudsak av gräsmarker.
Genomsnittlig årsnederbörd är 652 millimeter. Den regnigaste månaden är juli, med i genomsnitt 156 mm nederbörd, och den torraste är december, med 4 mm nederbörd.